# 메흐메트 5세
메흐메트 5세(오스만 튀르크어: محمد خامس, 튀르키예어: Mehmed V Reşad, 1844년 11월 2일 ~ 1918년 7월 3일)는 오스만 제국의 35대 황제로써, 1909년 청년 투르크당에 의해 황제로 즉위했고 1918년 제1차 세계대전 막바지에 병으로 서거했다. 친절하고 온화한 성품을 지녔으며, 역사에 관심이 많았으나 통치 능력이 부족하여 엔베르 파샤가 실권을 행사하게 되었다.
| 전임 압뒬하미트 2세 (재위 1876 ~ 1909) | 오스만 제국의 술탄 겸 칼리파 1909 ~ 1918 | 후임 메흐메트 6세 (재위 1918 ~ 1922) |